# Lubomír Skalický
Lubomír Skalický es un deportista checo que compitió en remo. Ganó una medalla de plata en el Campeonato Mundial de Remo de 1996, en la prueba de cuatro con timonel.

## Palmarés internacional
| Campeonato Mundial | Campeonato Mundial       | Campeonato Mundial | Campeonato Mundial |
| Año                | Lugar                    | Medalla            | Prueba             |
| ------------------ | ------------------------ | ------------------ | ------------------ |
| 1996               | Motherwell (Reino Unido) | Medalla de plata   | Cuatro con timonel |